# Iuri Mihàilovitx Kobixànov
Iuri Mikhàilovitx Kobixànov (nascut en 1934) és un africanista, historiador, sociòleg i etnòleg rus, així com l'autor de la teoria del «gran sistema feudal».

## Biografia
Es va graduar a l'Institut d'Estudis d'Àsia i Àfrica de la Universitat Estatal de Moscou el 1958. Durant el debat sobre el mètode de producció asiàtic el 1965, es va fer famós gràcies a la declaració que "l'anomenat mètode de producció esclavista, mai i enlloc ha existit". En els temps de la ciència soviètica ell era molt valent.
Els seus principals camps d'investigació són la història social, econòmica i cultural de l'Àfrica (especialment Etiòpia i Àfrica del Nord), el feudalisme, comunitats etno-confessional i de casta, poliudie, islam en Àfrica i la història de la civilització islàmica. Ell ha fet una important contribució a l'estudi del fenomen poliudie.

## Publicacions
- Аксум — М., 1966.
- Títol en català: Aksum — M., 1966.
- Африка: возникновение отсталости и пути развития. — М., 1974 (совм. с др.).
- Títol en català: Àfrica: aparició del retraç i els camins cap al desenvolupament. — M., 1974 (juntament amb els altres).
- Община в Африке. Проблемы типологии. — М., 1978 (совм. с др.).
- Títol en català: Comunitat en Àfrica. Problemes de tipologia. — М., 1978 (juntament amb els altres).
- Северо-Восточная Африка в ранне-средневековом мире (VI — середина VII вв.). — М., 1980.
- Títol en català: Àfrica nord-oriental en el món medieval primerenc (segle vi — meitat del segle vii). — М., 1980.
- На заре цивилизации. Африка в древнейшем мире. — М., 1980.
- Títol en català: En les albors de la civilització. Àfrica en el món antic. — М., 1980.
- Мелконатуральное производство в общинно-кастовых системах Африки. — М., 1982.
- Títol en català: Producció petita natural en els sistemes comunals i de casta a l'Àfrica. — М., 1982.
- Полюдье: Явление отечественной и всемирной истории. — М., 1995.
- Títol en català: Poliudie: El fenomen de la història nacional i mundial. — М., 1995.
- Очерки истории исламской цивилизации в 2-х тт. Под общ. ред. Ю. М. Кобищанова. — М.: Росспэн, 2008.
- Títol en català: Assajos sobre la història de la civilització islàmica en el segon mil·lenni. Editat per Iuri Mihàilovitx Kobixànov. — М.: Росспэн, 2008.

M - Moscou